# Tourniquet
«Tourniquet»  — пісня першого студійного альбому американського рок-гурту «Evanescence» — «Fallen». Вперше була використана в альбомі гурту «Soul Embraced» — «For the Incomplete», де називалась «My Tourniquet».
Після того, як гітарист гурту «Soul Embraced», Роккі Грей, приєднався до «Evanescence», як ударник, гурт вирішив переробити текст пісні. У виконанні «Evanescence», пісня має дві версії, які значно відрізняються одна від одної.